# 12812 Cioni
12812 Cioni eller 1996 CN7 är en asteroid i huvudbältet som upptäcktes den 14 februari 1996 av de båda italienska astronomerna Ulisse Munari och Maura Tombelli vid Cima Ekar-observatoriet. Den är uppkallad efter amatörastronomen Giovanni Cioni.
Asteroiden har en diameter på ungefär 7 kilometer.